# ZA-L-2209
La ZA-L-2209 es una carretera local perteneciente a la Red de Carreteras Locales de la Diputación de Zamora, que da acceso a la localidad de Pasariegos desde la CL-527

## Origen y Destino
El inicio de esta carretera está en Villar del Buey, en el punto kilométrico 40,300 de la CL-527. El final de la carretera está en la entrada a la localidad de Pasariegos. La longitud de esta carretera es de 1,0 km.
Sus principales características son que consta de una sola calzada, con una plataforma de una anchura de 6 metros aproximadamente, con delimitación central de los carriles y sin arcenes.